# Фомінська (Верхньотоємський район, 11208836027)
Фомінська (рос. Фоминская) — присілок в Верхньотоємському районі Архангельської області Російської Федерації.
Населення становить 2 особи. Входить до складу муніципального утворення Верхньотоємський муніципальний округ.

## Історія
До 1 червня 2021 року входило до складу муніципального утворення Двинське муніципальне утворення.

## Населення
| 2010 |
| ---- |
| 2    |